# Monster Magnet
A Monster Magnet amerikai rockegyüttes. A műfaj széles skáláján mozognak: stoner rock, hard rock, heavy metal, pszichedelikus rock, hardcore punk. 

## Története
1989-ben alakultak a New Jersey állambeli Red Bankben. Eleinte több nevet is számításba vettek: Dog of Mystery, Airport 75, Triple Bad Acid és King Fuzz, mielőtt megegyeztek a Monster Magnet néven. Ez a név egy 1960-as évekbeli játékról származik. 
Megalakulásuk évében piacra dobtak két demót, majd nem sokkal ezt követően megjelent legelső középlemezük is, a német Glitterhouse Records gondozásában. Hamar elhagyták azonban ezt a kiadót, 1991-ben ugyanis már a Caroline Records jelentette meg legelső nagylemezüket. A Glitterhouse, illetve a Go Get Organized kiadók is szerepet játszottak az album kiadásában. Ez a lemez a stoner-rock műfaj egyik alapművének számít. A lemezen space rock, punk, heavy metal és pszichedelikus rock elemek is megjelennek.
Ezen az albumon kívül még kilenc stúdióalbumot dobott piacra a Monster Magnet. Amerikában kultikus együttesnek számítanak, főleg a stoner metal műfaj rajongói körében. 
Legelőször 1999-ben léptek fel nálunk, a Metallica és a Mercyful Fate társaságában. 2008-ban is koncerteztek már nálunk, a Wigwam Klubban, ezúttal a Biohazard-dal együtt. 2014-ben harmadszor is „tiszteletüket tették” Magyarországon, ezúttal a japán Church of Misery társaságában. 2016-ban negyedszer is eljutottak kis hazánkba, ez esetben a magyar Mátyás Attila Band volt az előzenekar. A többszörös koncertezésnek köszönhetően már Magyarországon is kisebb rajongótábort szerzett magának a zenekar.
A Masters of Reality-vel, a Kyuss-szal, a Fu Manchu-val és a Sleeppel együtt a stoner rock jelentős alakjainak számítanak. Legismertebb dalaiknak a Negasonic Teenage Warhead és a Space Lord számítanak.

## Tagok
- Dave Wyndorf – ének, ritmusgitár (1989–)
- Phil Caivano – ritmusgitár, gitár (1998–2005, 2008–)
- Bob Pantella – dob (2004–)
- Garrett Sweeny – gitár (2010–)
- Alec Morton – basszusgitár (2020-)

Korábbi tagok
- John McBain – gitár, basszusgitár (1989-1992)
- Tim Cronin – ének, dob, basszusgitár (1989–1990)
- Tom Diello – dob (1989–1991)
- Ed Mundell – gitár (1992–2010)
- Joe Calandra – basszusgitár (1990–2001)
- Jon Kleiman – dob (1991–2001)
- Jim Baglino – basszusgitár (2001–2013)
- Michael Wildwood – dob (2001-2004)
- Chris Kosnik - basszusgitár (2013-2020)

## Diszkográfia
- Spine of God (1991)
- Superjudge (1993)
- Dopes to Infinity (1995)
- Powertrip (1998)
- God Says No (2001)
- Monolithic Baby! (2004)
- 4-Way Diablo (2007)
- Mastermind (2010)
- Last Patrol (2013)
- Mindfucker (2018)
- A Better Dystopia (2021)